# Rafael Mosquera
Rafael Antonio Mosquera Díaz (ur. 24 maja 2005 w mieście Panama) – panamski piłkarz występujący na pozycji skrzydłowego, reprezentant Panamy, od 2023 roku zawodnik amerykańskiego New York Red Bulls II.